# Al-Mutawakkil III.
Muhammad ibn Yaqub Ala Allah al-Mutawakkil III. (arabisch محمد بن يعقوب المتوكل على الله الثالث, DMG Muḥammad bin Yaʿqūb al-Mutawakkil ʿAlā Allāh aṯ-ṯāliṯ; † 1543) war der achtzehnte und letzte Kalif aus dem Haus der Abbasiden in Kairo, der von 1509 bis 1516 und 1517 regierte. 
1509 übernahm er die das Kalifenamt von al-Mustamsik, der auch in der Zeit von 1516 bis 1517 noch einmal das Abbasiden-Kalifat für sich in Anspruch nahm. 
Das Kalifat der Abbasiden in Bagdad wurde 1258 mit der Eroberung von Bagdad durch die Mongolen und der Hinrichtung des Kalifen al-Musta'sim beendet. Das Abbasiden-Kalifat in Kairo hatte die realpolitische Machtausübung an die Mamluken übertragen müssen. Eigentlicher Herrscher war der Sultan al-Ghuri. Als sich al-Ghuri mit Schah Ismail I. von Persien gegen die Osmanen verbündete, kam es 1516 zum Ausbruch des Krieges mit dem nördlichen Nachbarn.
Nach der Schlacht von Mardsch Dabiq bei Aleppo und der Schlacht von Raydaniyya vor Kairo wurde Ägypten 1516/17 von den Osmanen erobert und in deren Reich eingegliedert. Al-Mutawakkil III. wurde von Kairo nach Istanbul verbracht, wo sich seine Spur in den Folgejahren (spätestens um 1543) verliert.
Seit dem 19. Jahrhundert reklamierten die Osmanen, das Kalifat sei bereits mit der Eroberung Ägyptens 1517 von den Abbasiden auf die Osmanen übergegangen. Zumindest hatten bereits die Sultane des 16. Jahrhunderts offensichtlich kalifenähnliche Titel übernommen.